# Stephen David Bechtel
Stephen David Bechtel (ur. 24 września 1900, zm. 14 marca 1989) – amerykański przedsiębiorca, wieloletni dyrektor koncernu Bechtel Corporation (przedsiębiorstwo zajmujące się robotami budowlanymi i inżynierią lądową).
Podczas I wojny światowej służył w Amerykańskim Korpusie Ekspedycyjnym. Po rocznych studiach na Uniwersytecie Kalifornijskim rozpoczął pracę w Bechtel Corporation – przedsiębiorstwie prowadzonym przez jego ojca Warrena, gdzie objął funkcję wiceprezesa (w 1925) i prezesa (w 1933, po nagłej śmierci ojca). Podczas jego kierownictwa ukończono największą firmową inwestycję – Zaporę Hoovera, a przez kolejne trzydzieści lat Bechtel Corporation stał się jednym z czołowych przedsiębiorstw w swojej branży, działając na całym świecie. Bechtel przekazał w 1960 kierownictwo koncernu swojemu synowi – Stephenowi juniorowi, lecz pozostał w zarządzie do 1969 r. Umieszczony na liście Time 100: Najważniejsi ludzie stulecia.